# Lilla Rödsjön, Blekinge
Lilla Rödsjön är en sjö i Olofströms kommun i Blekinge och ingår i Mörrumsån-Skräbeåns kustområde.